# اشپیزن-الفرسبرگ
اشپیزن-الفرسبرگ (به آلمانی: Spiesen-Elversberg) یک شهر در آلمان است که در زارلاند واقع شده‌است.

## خصوصیات
اشپیزن-الفرسبرگ ۱۱٫۴۰ کیلومترمربع مساحت دارد ۳۲۵ متر بالاتر از سطح دریا واقع شده‌است.